# Конвенция об оплачиваемых отпусках
Конвенция об оплачиваемых отпусках — это международная Конвенция об оплачиваемых отпусках № 132 Международной организации труда (МОТ), пересмотренная в 1970 году. Конвенция вступила в силу 30 июня 1973 года.
Конвенция об оплачиваемых отпусках применяется ко всем работающим по найму лицам, за исключением моряков, и предусматривает, что каждое лицо, к которому применяется Конвенция, имеет право на ежегодный оплачиваемый отпуск установленной минимальной продолжительности — не менее трех рабочих недель за один год работы.
При этом официальные и традиционные праздничные и нерабочие дни, независимо от того, приходятся ли они на период ежегодного отпуска или нет, не засчитываются как часть минимального ежегодного оплачиваемого отпуска.
Каждое лицо, пользующееся отпуском, предусмотренным в данной Конвенции, получает за полный период этого отпуска по крайней мере свою нормальную или среднюю заработную плату.
Согласно Конвенции признаются недействительными или запрещаются соглашения об отказе от права на минимальный ежегодный оплачиваемый отпуск или о не использовании такого отпуска с заменой его компенсацией.
Конвенция предусматривает продолжительность периода работы, дающего право на получение ежегодного оплачиваемого отпуска (6 месяцев), предоставление права на отпуск, пропорциональный продолжительности работы в случае, когда продолжительность работы в течение любого года меньше той, которая требуется для приобретения права на полный отпуск, и ряд других положений, относящихся к ежегодным оплачиваемым отпускам и порядку их предоставления.

## Ратификация конвенции
По состоянию на 2018 год 37 государств ратифицировали Конвенцию об оплачиваемых отпусках. Россия присоединилась к Конвенции в 2010 году.
| Государство          | Дата ратификации | Декларируемая минимальная продолжительность оплачиваемого отпуска |
| -------------------- | ---------------- | ----------------------------------------------------------------- |
| Мадагаскар           | 08 фев. 1972     | 3 недели                                                          |
| Испания              | 30 июня 1972     | 3 недели                                                          |
| Норвегия             | 22 июня 1973     | 24 рабочих дня                                                    |
| Камерун              | 07 авг. 1973     | 3 недели                                                          |
| Ирак                 | 19 фев. 1974     | 3 недели                                                          |
| Ирландия             | 20 июня 1974     | 3 недели                                                          |
| Буркина-Фасо         | 12 июля 1974     | 1 календарный месяц                                               |
| Германия             | 01 окт. 1975     | 18 рабочих дней                                                   |
| Йемен                | 01 ноя. 1976     | 21 день для рабочих и 30 дней для сотрудников                     |
| Гвинея-Бисау         | 02 июня 1977     | 1 календарный месяц                                               |
| Уругвай              | 02 июня 1977     | 20 календарных дней                                               |
| Швеция               | 07 июня 1978     | 5 недель                                                          |
| Кения                | 09 апр. 1979     | 21 рабочий день                                                   |
| Люксембург           | 01 окт. 1979     | 25 рабочих дней                                                   |
| Португалия           | 17 мар. 1981     | 21 день                                                           |
| Италия               | 28 июля 1981     | 3 недели                                                          |
| Мальта               | 09 июня 1988     | 21 рабочий день                                                   |
| Финляндия            | 15 янв. 1990     | 24 рабочих дня                                                    |
| Руанда               | 13 мая 1991      | 18 рабочих дней                                                   |
| Хорватия             | 08 окт. 1991     | 18 рабочих дней                                                   |
| Северная Македония   | 17 ноя. 1991     | 18 рабочих дней                                                   |
| Словения             | 29 мая 1992      | 18 рабочих дней                                                   |
| Швейцария            | 09 июля 1992     | 4 недели                                                          |
| Босния и Герцеговина | 02 июня 1993     | 18 рабочих дней                                                   |
| Латвия               | 10 июня 1994     | 4 недели                                                          |
| Чехия                | 23 авг. 1996     | 3 недели                                                          |
| Молдова              | 27 янв. 1998     | 24 рабочих дня                                                    |
| Венгрия              | 19 авг. 1998     | 20 рабочих дней                                                   |
| Бразилия             | 23 сен. 1998     | 30 рабочих дней                                                   |
| Сербия               | 24 ноя. 2000     | 18 рабочих дней                                                   |
| Чад                  | 15 дек. 2000     | 24 рабочих дня                                                    |
| Украина              | 25 окт. 2001     | 24 календарных дня                                                |
| Бельгия              | 02 июня 2003     | 24 календарных дня                                                |
| Армения              | 27 янв. 2006     | 28 дней                                                           |
| Черногория           | 03 июня 2006     | 18 рабочих дней                                                   |
| Россия               | 06 сен. 2010     | 28 календарных дней                                               |
| Азербайджан          | 20 мая 2016      | 21 календарный день                                               |